# Indy Lewis
Indy Lewis (* 2001 in Chelsea) ist eine britische Schauspielerin.

## Leben und Karriere
Lewis wurde in Chelsea als Tochter eines Richters und einer Rechtsanwältin geboren. Sie besuchte die Tiffin Girls' School. Danach studierte sie an der Academy of Live and Recorded Arts. Seit 2020 spielt sie in der zweiten Staffel von Industry eine Hauptrolle. Außerdem trat Lewis 2021 in der Serie La Fortuna auf.
2025 spielt Lewis in der Bibel-Miniserie Das Haus David die Rolle der Michal. Als weiteres Projekt befindet sich die Serie King and Conqueror in Fertigstellung.

## Filmografie
- 2017: Say No (Kurzfilm)
- 2018: On the Outside (Kurzfilm)
- seit 2020: Industry (Fernsehserie)
- 2021: La Fortuna (Fernsehserie, 5 Folgen)
- 2025: Das Haus David (House of David, Miniserie)